# 細川政元
細川 政元（ほそかわ まさもと）は、室町時代後期から戦国時代初期の武将、守護大名。室町幕府24、26、27、28代管領。摂津国・丹波国・土佐国・讃岐国守護（一時的に近江国守護も）。細川氏宗家（京兆家）12代当主。養子に澄之、澄元、高国がいる。
日野富子や伊勢貞宗らとともに10代将軍・足利義材を追放して、11代将軍・義澄を擁立し（明応の政変）、管領として幕政を牛耳り（京兆専制）、比叡山焼き討ちを行ったり、畿内周辺にも出兵するなど、細川京兆家の全盛期を築き、当時日本での最大勢力に広げた。政元は幕府の実権を掌握し、事実上の最高権力者になり、「半将軍」とも呼ばれた。
だが、3人の養子を迎えたことで家督争いが生じ、自らもその争いに巻き込まれる形で家臣に暗殺された（永正の錯乱）。応仁の乱の混乱の後、実力者政元の登場によって小康状態にあった京・畿内周辺は、その死と澄元・高国両派の争いによって再び長期混迷していくこととなる。
修験道に没頭して女性を近づけず、独身を貫いたため、実子はいなかった。

## 生涯
室町幕府における最高幹部である足利一門の三管領（斯波・畠山・細川）のひとつ細川氏本家・京兆家の生まれ。父は応仁の乱時に東軍を率いた細川勝元。母は勝元の正室・山名熙貴の娘（養父は山名宗全）とされるが、根拠となる史料はない。

### 家督相続

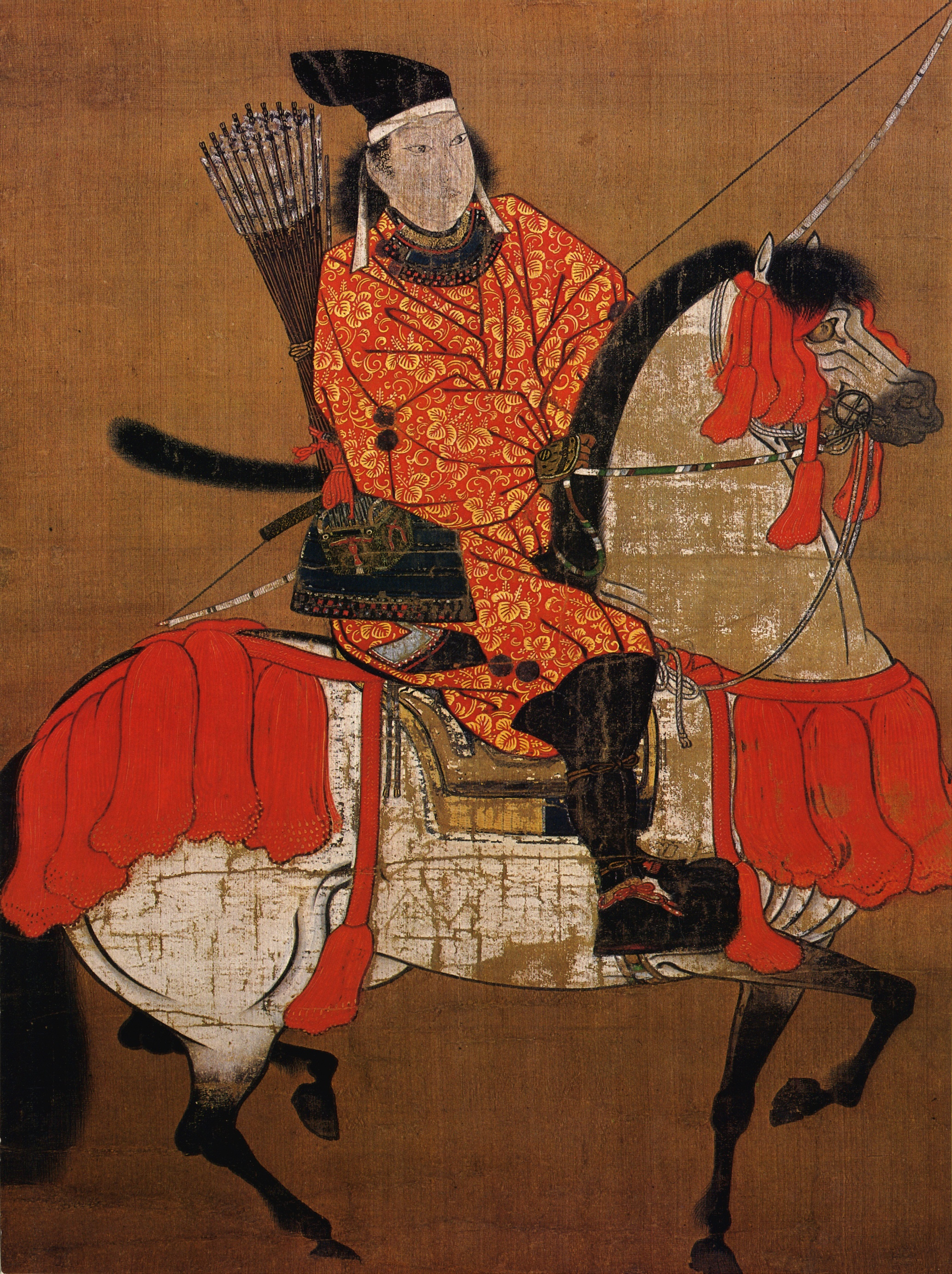
足利義尚

文正元年（1466年）、室町幕府管領として強い力を持っていた細川勝元の嫡男として誕生した。文明5年（1473年）5月、応仁の乱の最中に病死した勝元の後継として、わずか7歳（数え年だと8歳）で家督を相続する。丹波・摂津・土佐守護に就任する。幼少のため、分家の典厩家当主細川政国の補佐を受けた。
文明6年（1474年）4月3日、西軍方の山名政豊と和睦し、応仁の乱は終息する。
文明10年（1478年）7月、12歳で元服し、8代将軍・足利義政の偏諱を受けて、政元と名乗る。管領に任じられたものの、9代将軍・足利義尚の任大将拝賀の儀礼が終わると短期間（9日間）で辞職している。
文明11年（1479年）12月3日ないしは4日、丹波国内における細川氏の家臣同士の争いが原因で、政元は丹波国の国人であった一宮宮内大輔一族に拉致され、翌年3月まで丹波国に幽閉された。これは丹波国守護代の内藤元長と一宮氏の、一宮氏の租税減免の権利を巡る争いであり、内藤と争った末に30余名を討たれた一宮側が、守護代より上の丹波国守護職である政元を拉致し手元に置くことで優勢に話を進めようとしたと考えられる。これに対し、細川京兆家は、幕府などの介入を断り、内々に話を進めようとした。一時は政元に代わる細川家当主として、将軍・足利義尚の弟で僧籍であった義覚を当主に据える、という案も考えられたが見送られた。
文明11年（1480年）2月、政元の安否が不明であったため、もしも既に亡き者であった場合ないしは抗争の間に殺害された場合、出家していた細川勝之を当主に据える話が出た。その上で2月から細川方と一宮氏の間で戦闘が始まったが、戦闘自体は膠着した。やがて、3月22日に一宮氏の一族の一宮賢長親子が裏切り、政元を連れて脱出し、政元は帰京した。一宮氏は内藤および安富元家や庄元資ら細川京兆家の追討を受けて、敗北した。
文明14年（1482年）、摂津国の国人が蜂起したため、畠山義就討伐に向かう管領・畠山政長と協力して連合を組み出陣したが、政元は三宅城、茨木城、吹田城を攻め落とし茨木氏など摂津国人を討伐した後は、義就に占領されていた摂津欠郡（東成郡・西成郡・住吉郡）の返還と引き換えに河内十七箇所を義就に渡す交渉をまとめ、単独で和睦して京都に撤収した。
長享元年（1487年）、9代将軍・足利義尚は六角行高（後に高頼に改名）討伐を決意するが、それを事前に知らされていたのは政元のみで、両者は極秘のうちに出陣の準備を進めていたと伝えられている。また、この年の長享改元の際に行われた幕府の吉書始の儀式のために、1日だけ管領に就任している（2度目：長享元年8月9日）。
だが、2年後の延徳元年（1489年）、将軍義煕（義尚から改名）は六角討伐（長享・延徳の乱）の最中、近江国の鈎で病死する。政元は次期将軍として、義煕の従弟（堀越公方足利政知の子）で禅僧となっていた天龍寺香厳院の清晃（のちの足利義高および義澄、以下義澄で統一）を推挙するが、義煕の母の日野富子と畠山政長の後押しの結果、同じく義煕の従弟（足利義視の子）義材（後に義尹、さらに義稙と改名）が10代将軍に就任する。この結果に不満であった政元は、延徳2年（1490年）7月5日に義材の就任儀式（判始）のために1日だけ管領を務めるが、やがて幕府に距離を置き始める。義材の将軍就任は、幕府内で足利義視と畠山政長の権勢が高まることとなり、延徳3年（1491年）1月に義視が死去した後は政長が幕府の権力を独占するようになる。
直後の同年2月13日に摂関家の九条政基の次男を養子（聡明丸と名乗る、後の細川澄之。明応4年（1495年）7月には義澄に目通りさせ家督と定めた）に迎えた。澄之を養子に迎えた意図として、妻帯していない（するつもりのない）政元には実子はもちろん弟もいないため後継者を得ておく必要性と、澄之は義澄の母方の従兄弟に当たるため足利政知との連携を深める狙いがあったとされる。
さらに直後の3月、政元は東国旅行へ出かけ、越後国を訪問、守護・上杉房定と会見した。奥州へ向かう予定だったが、将軍義材から六角行高討伐の出陣命令が届いたため断念、4月に帰京した。この旅の背景には、堀越公方足利政知と連携する意向で房定および上杉氏を取り込む意図があり、伊豆国にも行き政知との会見も計画していたが、政知が亡くなったため帰京した。
政元は丹波国で位田氏・荻野氏・大槻氏・須知氏らが起こしている国人一揆の鎮圧が上手くいっていないこともあり、この時の出兵には反対で、義材を諌めようとしたものの無視されている。この時から政変を計画していたとされる。

### 明応の政変による政権奪取

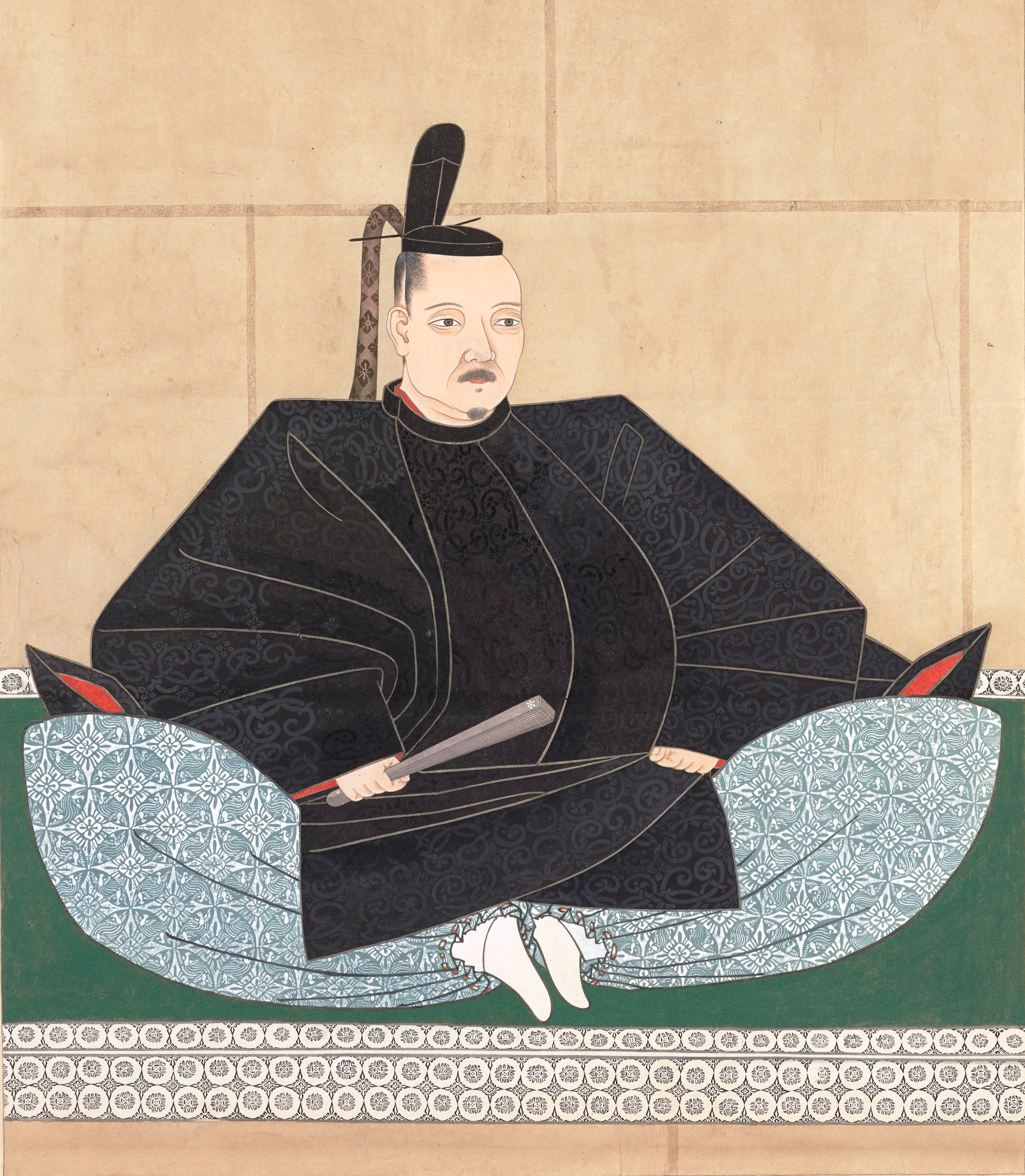
足利義材（足利義稙）

明応2年（1493年）、将軍義材は畠山政長と共に畠山義豊討伐のため河内国へ出兵する。政元はこの出兵にも反対して従軍を拒んだ。4月、京都に残留していた政元は、日野富子や前政所執事・伊勢貞宗と組んで周到な根回しのもとクーデターを決行、以前将軍候補に推げた義澄を第11代将軍として擁立する（明応の政変）。興福寺の尋尊は、義材は政元に政務を任せると約束しながら、その反対を無視して近江出兵と河内出兵と2度も大規模な軍事作戦を行ったこと、そして義材が自分の政策に反対する政元を討とうとしたことが原因であると記している。
この政変で、当初は畠山政長方であった播磨国の大名赤松政則も、政元は姉（洞松院）と縁組みさせる政略工作で細川方に寝返らせ、孤立無援となった政長は自刃し、大きな力を持っていた三管領畠山氏の勢力は削ぎ落とされ、捕らえられた義材は京都龍安寺に幽閉され、将軍職を解任された。明応3年（1494年）、清晃は還俗して足利義高（後に義澄に改名）と名乗り将軍に就任、政元は管領に就任して実権を握り将軍を事実上の傀儡にして幕政を掌握し、京兆専制（細川政権）を確立するに至った。幕臣が将軍を追放・挿げ替えるという例は室町幕府において政元が初のことで、6代将軍足利義教暗殺に始まり幼少で将軍になった7代義勝9代義尚の早逝や応仁の乱の混乱を経て低下していった室町幕府将軍の権威が決定的に失墜した政変であった（ただし、管領の政治的職権の実態は既に失われており、政元の4度目にして最後の管領在任も実際には義高元服の儀礼が行われた明応3年12月27日の1日間のみであった）。これより後の足利将軍は最後の15代義昭まで、実権のない名ばかりの存在となっていき、この政変や応仁の乱で失われた将軍権威復活と様々な要因で衰退へと向かう幕府の維持を戦国時代に入るなか強いられていくことになる。
ただし、以後も幕府権力は存続していたとする見方もあり、伊勢貞宗は日野富子の意向で将軍義澄の後見役を務め、たびたび政元の行動を抑止している。また、政元の命を受け政変を主導していた政元家臣の細川京兆家内衆である丹波守護代・上原元秀が急死、京兆家内で政変に消極的な家臣が多数を占めるようになると、京兆家はなるべく幕府の意向を容認、前将軍義材派の巻き返しを用心する方向に切り替えたため、政変後の幕府と細川京兆家は協調関係に入っていったのではないかとする意見もある。

### 諸勢力との戦い

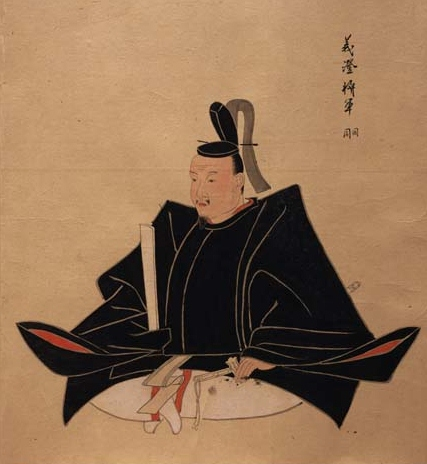
足利義澄

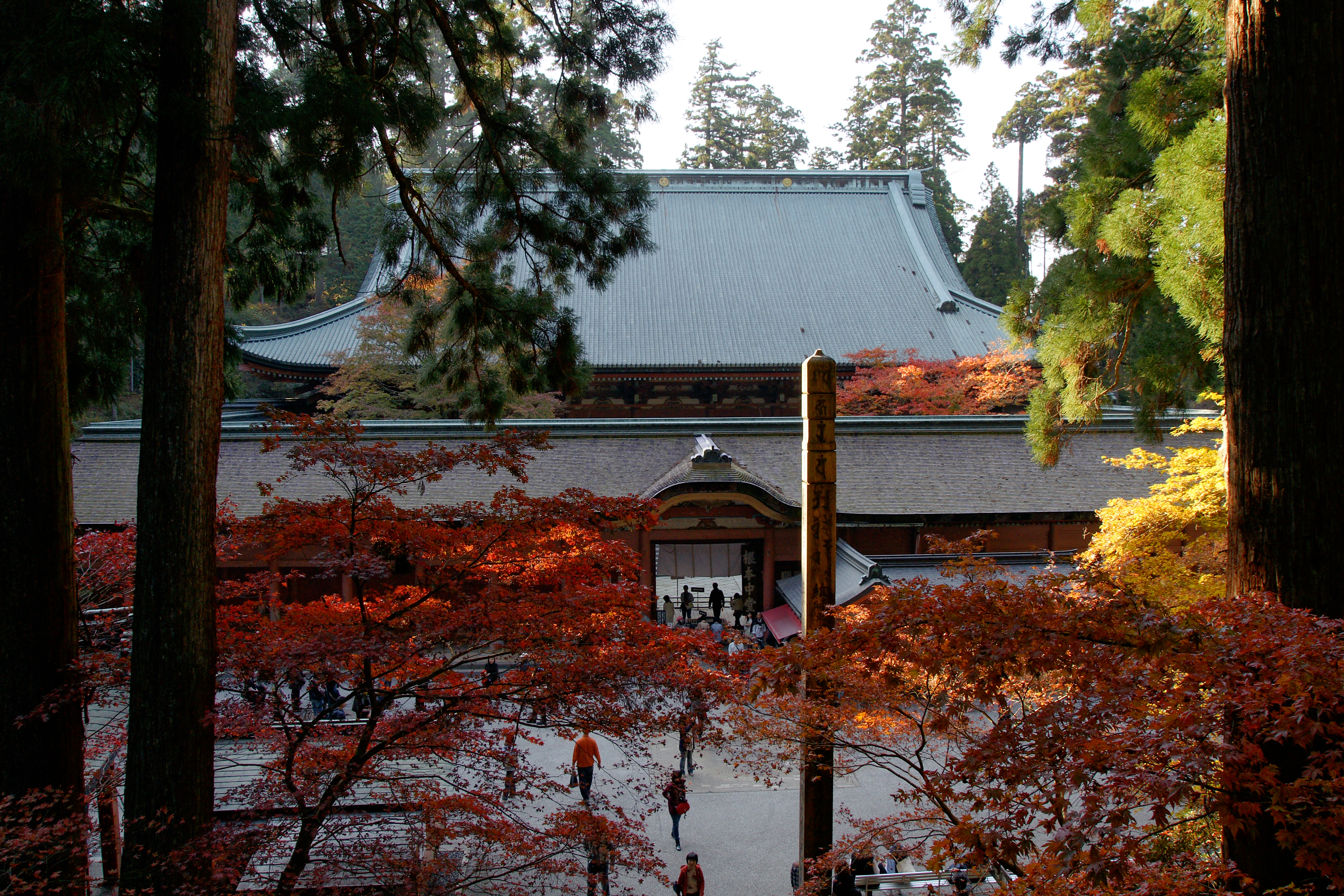
延暦寺 根本中堂（国宝）

政変後、越中国へ亡命し、亡命政権（越中公方）を樹立していた足利義尹（義材から改名）は、明応8年（1499年）に北陸の兵を率いて上洛を目指し、近江国まで侵攻して比叡山延暦寺を味方に付ける。こうした延暦寺の行動を素早く察知した政元は早速行動に移った。赤沢朝経（宗益）と波々伯部宗量に命じて7月11日の早朝に延暦寺を攻撃、大規模な比叡山焼き討ちを行わせたのである。この攻撃で根本中堂・大講堂・常行堂・法華堂・延命院・四王院・経蔵・鐘楼などの山上の主要伽藍は全焼した。勢いに乗った朝経は続いて9月には河内国で挙兵した政長の子・畠山尚順を撃ち破り、尚順が大和国に逃げ込んだ為、12月にはそのままの勢いで大和国に攻め込んだ。そして筒井順賢・十市遠治ら尚順に与した国人衆を追討し、喜光寺・法華寺・西大寺・額安寺などを焼き討ちして大和北部を占領した。この朝経の働きと前将軍義尹派の一連の上洛軍を敗退させたことによって、河内国・大和国・山城国など政元が守護職に任じられていない周辺国も事実上政元の勢力下となり、細川京兆家の版図は大幅に拡大した。義尹（義稙）も政元軍に敗れ、西国周防守護の大内氏のもとへ落ちのびていき、以降政元存命中は京都へ向け進攻してくるものはなく、政元は足場を固めた。また政元は周辺国の国人の細川被官化も推し進め、実質的な細川領国化による支配勢力強化を図った。
政元は同年の戦いで攻め落としていた槇島城の、宇治川に囲まれ交通の要衝でもある立地を気に入ったようで、城を改修強化して一時期居城しており、たびたび将軍義澄を槇島城に招いて饗応したり、鷹狩りなどしている。
政元と将軍義澄は政治面で対立することも多々あった。文亀2年（1502年）8月4日、突如として義澄が金龍寺に引き籠るという事件が発生した。そして、義澄を説得しに行ったところ、御所に戻る交換条件として出された5つの条件のうちに前将軍義材の弟の実相院義忠を処刑せよ、というものがあり、翌5日に政元は義澄を見舞いに来た義忠をとらえて殺害した。これにより、義澄は政元によって自身が将軍を解任されて追放され、代わりに義忠が新将軍に擁立される可能性がなくなった為に大いに安堵する一方、政元は義忠の殺害によって次期将軍候補を失い、かつ前将軍義材派からは完全に敵視される状況となり、義澄を廃する可能性も義材派と和解する可能性もなくなってその政治的選択肢は大幅に狭まった。

### 後継者問題
政元の気分屋的な傾向、そして実子が無かったことは細川京兆家の家督相続問題を直撃した。
文亀元年（1501年）5月末、家督を聡明丸（澄之）に譲り、隠居した。文亀3年（1503年）には、細川一門の阿波分家細川成之の孫・六郎（のちの澄元）を後嗣とした（これより間もなく聡明丸も元服して澄之と名乗る）。「元」の字は細川京兆家の家督継承者が用いる通字であり、これが養嗣子として迎えた六郎（澄元）に早速与えられたことから、最終的には澄元を嫡子とみていたことがうかがえる。逆にそれまで養嗣子となっていた聡明丸（当時まだ元服前の澄之）にこの字を与えることはなかった。
養子2人を迎えたことにより、政元の後継者候補は、澄元と澄之となった。政元は、摂津国と丹波国をそれぞれ2人に分与する方針であったともされるようだが、細川京兆家としての総領をいずれにするかで、内衆（家臣団）は二派に分かれて争うことになる。
また、分家の細川野州家からも高国を養子として迎えていたとされるが、後にこれがさらなる混乱へとつながることになる。なお高国については養子となった時期が不明であり、実は政元は後継候補の養子にしておらず、政元死後に高国が澄元との対立のなか自分も養子になったと言い出したという説や、高国の実父の細川政春には他に男子がいなかったことから、最初から実家の野州家を継ぐことを前提とする養子縁組であったとする説もある（実際に高国は、政元暗殺直後の時点では後継候補として名乗りを挙げることはなく、後継として澄元を支持している）。
永正元年（1504年）9月4日、内衆の摂津守護代・薬師寺元一が淀城に立てこもり、謀反を起した。政元との関係が悪化していた赤沢朝経もこれに加わった。同月19日、政元勢により、淀城は落城し、薬師寺元一は刑死、赤沢朝経は許され、謀反は鎮圧された。摂津守護代は、元一の弟・薬師寺長忠が継いだ。

### 永正の錯乱と最期・その後

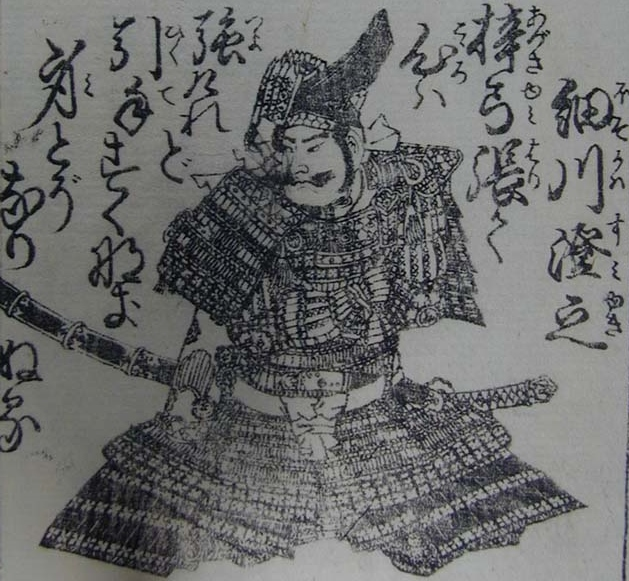
細川澄之

永正2年（1505年）、河内の畠山義英が畠山尚順と和睦したことから、政元と義英の関係が悪化し、同年11月、政元は赤沢朝経に命じて義英の誉田城を攻撃させた。
永正3年（1506年）4月下旬、丹後国守護の一色義有と争っていた若狭国守護の武田元信から助けを求められたため、政元は澄之を丹後に派遣した。政元は、澄之と澄元に円滑に家督を継承するため、澄之を丹波国守護に任じて下向させていた。河内国では、畠山尚順と畠山義英が、反政元の立場を鮮明にして、大和国で兵を集めたため、幕府は同年8月頃、赤沢朝経に命じて大和国に侵攻させた。9月7日、山城国守護代・香西元長が政元に背き、京都で蜂起した。幕府は、大和国にいた三好之長を呼び戻し、元長攻めに向かわせた。香西元長の背後には、摂津国守護代・薬師寺長忠もいた。澄之は、丹後国宮津城を攻めていたが、9月末になっても城は落ちなかった。
反政元派の動きに嫌気がさしたのか政元は同年11月3日、阿波国に渡ろうとして和泉国の商業都市堺に移動した。この時は、将軍義澄や養子となっていたとされる細川高国に説得され、中止した。しかし、翌永正4年（1507年）4月、政元は修験道の霊地である出羽国の羽黒山に巡礼の旅に出ると言って、丹波国を経由して若狭国に入った。一色氏と交戦中だった武田元信は驚き、これを止めた。結局、武田の一色攻めは成功せず、丹後国賀屋城（加悦城）を攻めていた澄之も、5月28日に帰京した。このとき澄之は、敵方の一色氏被官の城将・石川直経と共謀し、世上へは城は陥落したと触れた上で、軍を引き上げていた。
政元は武田元信救援のために一色義有を攻めている最中、帰京を命じる勅旨がありそれを受けて5月29日に帰京する。政元は河内国・大和国・丹後国など多方面に細川軍を派遣し侵攻させていたため、このとき京都の身の回りの軍は手薄だった。そして6月23日、香西元長の間諜・竹田孫七によって、自邸で暗殺された（永正の錯乱）。行水の最中に襲撃されたという。享年41。
半将軍と呼ばれるほど力を持った政元が死亡すると、混迷した中央政界は更に不安定化して全国各地の戦国化が進み、細川京兆家も家督をめぐる内紛を重ねて政権体制、領国、家臣団ともに急速に力を失っていくことになるが、政元の築いた細川氏一強の京兆専制はその後も続き、幕府や京の都周辺は細川京兆家がなおも実質的に支配していく。政元暗殺後の後継者については、まず細川氏の血を引かない澄之の排除に関しては一族で一致をみることができたが、澄之敗死後の澄元（後にはその子の晴元）・高国両派の対立は、幕府将軍の義澄・義稙両派の争いとも絡んで、20年以上の長きにわたり細川氏を二分し畿内に争乱をもたらすものとなった（両細川の乱）。政元に始まる細川政権自体は、政元の死から約40年後の三好長慶による主君細川晴元（と将軍足利義晴）への下克上によって崩壊するまで続いた。
また、政元をもって室町幕府初期の重鎮細川頼之・頼元から続いた細川氏宗家・京兆家の嫡流の血筋は絶え、頼元の兄弟であった傍流の細川満之と細川詮春の子孫が細川京兆家の家督の地位を争うこととなる。

## 暗殺の理由
政元暗殺に関しては家臣の香西元長が首謀者だったという。理由に関しては元々嗣子として迎えた澄之であるにもかかわらず、細川一族と全く関係無い澄之を後継にすることに一族の反対論が根強く自らも次第に後悔して、庶家の澄元を阿波から嗣子として迎えた。だがこのために澄之の補佐役だった香西元長の権力が失墜し、澄元の補佐役であり政元にその軍事の才を見込まれ重用されるようにもなった京兆家家臣としては新参者の三好之長の権力が細川家中で増大した。澄元に従って阿波から来た三好之長は讃岐の政治にも介入しだしたため、讃岐出身である香西元長は憎しみを抱いた。また主君政元の問題多き性向も将来への不安となり、澄之を擁立して自らが権力を握るために暗殺事件を起こしたという。
また、澄之自身も黒幕として計画に加わっていたとされている。廃嫡・元服後の永正3年（1506年）には前述の通り、養父・政元の命令に従って丹後の一色義有討伐に赴いて賀悦を攻めたが、命令に従ったのは表向きの行動に過ぎず、敵の一色方と内通して落城を装い、兵を退くという行動を起こしている。先に澄之が落城を装った賀悦城の石川直経が、政元暗殺を知って京都への撤退を試みた赤沢朝経を首尾よく襲って敗死させるなどしており、事件以前から澄之も通謀し、周到に準備された計画性がうかがえる。理由は廃嫡されたことに対する恨みが主なものであったと考えられる。

## 人物
政元は修験道に凝って、その女人禁制（不犯）の戒めを厳守していたため、女性を近づけることなく生涯独身を通した。空を飛び天狗の術を得ようと怪しげな修行に熱中し「空中に立った」「超常的言語を発した」など様々な不思議を現したと噂されたり、突然諸国放浪の旅に出てしまうなどの奇行があり、『足利季世記』では「京管領細川右京大夫政元ハ 四十歳ノ比マデ女人禁制ニテ 魔法 飯綱ノ法 アタコ（愛宕）ノ法ヲ行ヒ サナカラ出家ノ如ク山伏ノ如シ 或時ハ経ヲヨミ陀羅尼ヲヘンシケレハ 見ル人身ノ毛モヨタチケル」とある。
ただし、政元は修験道を単に趣味としてだけでなく、修験者の山伏たちを諜報員のように使い、各地の情報や動向を探るなどの手段ともしており、遠くの情報をいち早く得るため山の狼煙の中継地点整備などもしていた。なお、中世当時の大名や武将たちにも広まっていた衆道（男色）は政元も嗜んだようであり、家臣の薬師寺元一とその関係にあったとする見方もある。
また、当時の武家においても一般教養であった和歌では、政元は鳥に関する句ばかりを集めており、空を飛ぶものに興味を持っていた。天狗の扮装をしたり高所に上ることもあったという。
肉体と精神を鍛える修験道の修行を好んでいた政元であるが、頭脳を使う囲碁好きでもあった。戦略が磨かれる囲碁は、父の勝元も好んでおり親子共通の趣味であった。
枯山水で知られる龍安寺の石庭の作庭者は特定されていないが、政元が作庭したという説もある。龍安寺は元々は父の勝元が建てたが応仁の乱でいったん焼失しており、現在の枯山水の石庭は政元が龍安寺を再建した時に改めて作庭されたものであるという。
政元は当時の武家の慣わしであった頭に被る烏帽子を嫌い、普段から被らなかった。近衛政家の『後法興院政家記』明応3年12月21日条によれば、この月の20日に予定されていた新将軍・義澄の元服・将軍宣下が、烏帽子親である政元が烏帽子の着用を嫌がったために27日に延期されている。
政元は朝廷や幕府の儀式についても、実際の威信が伴わなければどんな立派な儀式でも意味がないと考えていたとみられ、後柏原天皇の即位式の開催を無益であるとして開催を認めなかった。
このように政元は、血筋や一族・身分といった昔からの前例・伝統の縛りにもこだわりはない合理主義的な面があったようで、細川氏出身ではない家臣の上原元秀を功績があったからと、家人の身から細川一門へと抜擢しようとしたり、自らの後継者候補として細川氏の血を引かない澄之を養子にしたりしている。
人事においては、父祖代々の家臣団に加え、新たな登用もしており、信濃国から来た弓の師範であった赤沢朝経や分家の阿波守護家家臣であった三好之長の才を見出だして重用し、軍事等で活躍させた。四国の領国土佐国では、国人領主のひとりに過ぎなかった長宗我部元秀を土佐国の有力者に引き立てており、後年に三好氏・長宗我部氏が畿内の覇者・四国の覇者に飛躍する下地ともなった。
旅や鷹狩りを好み、この時代のしかも大大名にしては異例の長旅もしており、手紙のやりとりより実際に会って直接協議するという名目で、越後国（現・新潟県）まで行っている。奥州（東北地方）へも一修験者として修行の旅に出ようとしたという。他にもたびたび畿内近辺で船旅などしている。暗殺される前にも旅に出たいとしていたが周囲に説得され断念していた。
政元は政務を家臣任せにして修行や旅に出たり、出奔により幕政を戸惑わせることもあり、将軍義澄が自ら説得に出向くこともあった。やがて実際の政務は、「内衆」と呼ばれた京兆家の重臣達（守護代など）による合議に重きが置かれるようになったが、文亀元年（1501年）、政元は内衆合議の規定と内衆を統制する式条を制定する。
貿易にも関心があり、大きな経済的利益をもたらす明国との日明貿易を細川氏主導で行った。政元は貿易利権をめぐり対立関係にあった大内氏(応仁の乱時の敵の西軍主力)を締め出して利権を一手に握る独占を図り、九州の少弐氏に手を回して遣明船の通過ルートの博多や平戸の港をおさえている。
政元は戦もたびたびおこなったが、将軍義尚の六角討伐（鈎の陣）や管領畠山政長の義就討伐に同行して出陣した際には、一定の目的はもう果たしたからと早期撤収を求め、自軍を素早く引き上げるなど、戦が長引いて泥沼化するのを嫌う実利的な傾向があり、丹波国の大規模国人一揆で当初は現地の家臣に対応を任せていたがいっこうに収まらず政元自ら出陣して指揮をとった際には、反乱の首謀者たちを根絶やしにする苛烈さで鎮圧している。
幸田露伴は著書『魔法修行者』にて、政元が修験道に凝ったのは、なかなか男子の出来なかった父・勝元が天狗の拠る修験の場としても知られた愛宕山大権現に願掛けして生まれたのが政元だったためという出生の因縁からくるものだったと指摘しており、政元を「何不自由なき大名の身でありながら、葷腥を遠ざけて滋味を食らわず、身を持する謹厳で、超人間の境界を得たい望みに現世の欲楽を取ることをあえてしなかった」「（政元が）空中へ飛上がったのは、西洋の魔法使いもする事で、それだけ長い間修行したのだからその位の事は出来たと見ておこう」などと評している。

## 系譜
- 父：細川勝元（1430年 - 1473年）
- 母：春林寺殿? - 山名宗全養女、山名熙貴娘
- 養子
  - 男子：細川澄之（1489年 - 1507年） - 九条政基の二男
  - 男子：細川澄元（1489年 - 1520年） - 細川義春の子
  - 男子：細川高国（1484年 - 1531年） - 細川政春の子
  - 男子：東叔等元 - 遊初軒主・蔭涼職[18]

## 主要な家臣
※親族である細川一門は除く。
- 安富元家（東讃岐・近江守護代）
- 上原元秀 （丹波守護代）
- 上原賢家 （丹波守護代）
- 香西元長（山城守護代）
- 薬師寺元長（摂津守護代）
- 薬師寺元一（摂津守護代）
- 薬師寺長忠（摂津守護代）

- 内藤元貞 （丹波守護代）
- 内藤貞正 （丹波守護代）
- 香川元景（西讃岐守護代）
- 庄元資（備中守護代）
- 三好之長
- 赤沢朝経（宗益）
- 赤沢長経
- 波々伯部元教（宗量）

- 波多野清秀
- 波多野元清
- 柳本長治
- 奈良元信
- 鴨井頼兼
- 秋庭元重
- 上野勝益
- 長塩元親

## 偏諱を受けた人物
- 細川澄元（養子）[注 4]
- 赤沢政経?（朝経の子）
- 秋庭元重（家臣）
- 安芸元親（土佐安芸氏当主）
- 安芸元泰（元親の子、国虎の父）
- 伊丹元扶（家臣）
- 上原元秀（家臣）
- 香西元長（家臣）
- 香川元景（家臣）
- 庄元資（家臣）
- 長宗我部元秀（兼序）（土佐長宗我部氏当主）
- 津野元勝（土佐津野氏当主）
- 津野元実（元勝またはその父・元藤の子とされる）
- 長塩元親（家臣）
- 波多野元清（家臣）
- 薬師寺元一（家臣）
- 安富元家（家臣）

※注：前項「#主要な家臣」のうち、こちらの項目に掲載されていない「元」の字の付く者は、先代の細川勝元より「元」の字を受けた人物。

## 建立した寺院
現在の京都府京都市上京区大心院町に大心院を建立した。今は妙心寺の塔頭である大心院として移されている。
また、応仁の乱で焼失していた京都の龍安寺の再建もしている。

## 関連作品
仮名草子
- 『伽婢子』- 巻之八「屏風の絵の人形躍歌」。寛文6年（1666年）刊
著者：浅井了意。

小説
- 『魔法半将軍 -十四歳の魔王-』（集英社 コバルト文庫）2004年3月31日発売 ISBN 4-08-600411-9
著者：鷲田旌刀（宮崎岳志）。細川政元を主人公としたファンタジー小説（ライトノベル）。
- 『天魔ゆく空』（講談社）2011年4月15日発売
著者：真保裕一。細川政元を主人公とした歴史・時代小説。「小説現代」に2010年2月から2011年1月まで連載されていた。

テレビドラマ
- 『花の乱』（NHK大河ドラマ）1994年4月 - 12月放送
演：立川大和（聡明丸） → 今井雅之